# Live: Entertainment or Death
Live: Entertainment or Death – pierwszy album koncertowy amerykańskiej grupy Motley Crue został wydany 1999 roku.

## Lista utworów
Dysk 1
1. "Looks That Kill"
2. "Knock'Em Dead, Kid"
3. "Too Young to Fall in Love"
4. "Live Wire"
5. "Public Enemy #1"
6. "Shout at the Devil"
7. "Merry-Go-Round"
8. "Ten Seconds To Love"
9. "Piece Of Your Action"
10. "Starry Eyes"
11. "Helter Skelter"

Dysk 2
1. "Smokin' In the Boys' Room"
2. "Don't Go Away Mad (Just Go Away)"
3. "Wild Side"
4. "Girls, Girls, Girls"
5. "Dr. Feelgood"
6. "Without You"
7. "Primal Scream"
8. "Same Ol' Situation (S.O.S.)"
9. "Home Sweet Home"
10. "Kickstart My Heart"
11. "Wild Side"

## Twórcy
- Vince Neil – wokal
- Mick Mars – gitara
- Nikki Sixx – gitara basowa, wokal, gitara
- Tommy Lee – perkusja, wokal, pianino